# Lee Sang-heon (cầu thủ bóng đá, sinh 1998)
Đây là một tên người Triều Tiên, họ là Lee.
Lee Sang-heon (sinh ngày 26 tháng 2 năm 1998) là một tiền vệ bóng đá Hàn Quốc thi đấu cho Ulsan Hyundai.